# Oberwart Gunners
Gli Oberwart Gunners sono una società cestistica avente sede a Oberwart, in Austria. Fondati nel 1957, giocano nel campionato di pallacanestro austriaco.

## Palmarès
- Campionato austriaco: 4

2010-2011, 2015-2016, 2023-2024, 2024-2025
- Coppa d'Austria: 5

1995, 1999, 2005, 2016, 2021
- Supercoppa d'Austria: 1

2024

## Cestisti
- David Jandl 2000-2005 / 2011-2013